# Équipe du Nigeria de football à la Coupe du monde 2018
Cet article relate le parcours de l’équipe du Nigeria de football lors de la Coupe du monde de football 2018 organisée en Russie du 14 juin au 15 juillet 2018.

## Qualifications

### Deuxième tour
| Équipe 1 | Résultat | Équipe 2 | Aller | Retour |
| -------- | -------- | -------- | ----- | ------ |
| Eswatini | 0 - 2    | Nigeria  | 0 - 0 | 0 - 2  |

### Troisième tour
| Rang | Équipe   | Pts | J | G | N | P | Bp | Bc | Diff |  | Résultats (▼ dom., ► ext.) |     |     |     |     |
| ---- | -------- | --- | - | - | - | - | -- | -- | ---- |  | -------------------------- | --- | --- | --- | --- |
| 1    | Nigeria  | 13  | 6 | 4 | 1 | 1 | 11 | 6  | +5   |  | Nigeria                    |     | 1-0 | 4-0 | 3-1 |
| 2    | Zambie   | 8   | 6 | 2 | 2 | 2 | 8  | 7  | +1   |  | Zambie                     | 1-2 |     | 2-2 | 3-1 |
| 3    | Cameroun | 7   | 6 | 1 | 4 | 1 | 7  | 9  | -2   |  | Cameroun                   | 1-1 | 1-1 |     | 2-0 |
| 4    | Algérie  | 4   | 6 | 1 | 1 | 4 | 6  | 10 | -4   |  | Algérie                    | 3-0 | 0-1 | 1-1 |     |

## Préparation de l'événement

### Matchs de préparation à la Coupe du monde
Détail des matchs amicaux
| Match amical               | Argentine               | 2 - 4   | Nigeria                                   | Stade FK Krasnodar, Krasnodar                         |                                                       |
| 14 novembre 2017 17h30 HEC | Banega 27e · Agüero 36e | (2 - 1) | 44e Iheanacho · 52e 73e Iwobi · 54e Idowu | Spectateurs : 22 739 Arbitrage : Vladislav Bezborodov | Spectateurs : 22 739 Arbitrage : Vladislav Bezborodov |

| Match amical           | Pologne | 0 - 1   | Nigeria   | Stade municipal de Wrocław, Wrocław             |                                                 |
| 23 mars 2018 20h45 HEC |         | (0 - 0) | 61e Moses | Spectateurs : 41 208 Arbitrage : Michael Oliver | Spectateurs : 41 208 Arbitrage : Michael Oliver |

| Match amical            | Nigeria | 0 - 2   | Serbie           | The Hive Stadium, Londres                    |                                              |
| 27 mars 2018 21h00 HAEC |         | (0 - 0) | 68e 81e Mitrović | Spectateurs : 3 500 Arbitrage : Craig Pawson | Spectateurs : 3 500 Arbitrage : Craig Pawson |

| Match amical     | Nigeria          | 1 - 1   | RD Congo           | Stade Adokiye Amiesimaka, Port Harcourt |             |
| 28 mai 2018 HAEC | Troost-Ekong 15e | (1 - 0) | 78e (pen.) Malango | Arbitrage :                             | Arbitrage : |

| Match amical           | Angleterre           | 2 - 1   | Nigeria   | Stade de Wembley, Londres                    |                                              |
| 2 juin 2018 18h15 HAEC | Cahill 7e · Kane 39e | (2 - 0) | 47e Iwobi | Spectateurs : 70 025 Arbitrage : Marco Guida | Spectateurs : 70 025 Arbitrage : Marco Guida |

| Match amical           | Tchéquie  | 1 - 0   | Nigeria | Stade Rudolf-Tonn, Schwechat  |                               |
| 6 juin 2018 15h00 HAEC | Kalas 25e | (1 - 0) |         | Arbitrage : Julian Weinberger | Arbitrage : Julian Weinberger |

## Effectif
Une pré-liste de 30 joueurs, est connue le 15 mai 2018. La liste définitive, le 3 juin 2018.
| Numéro / Nom       | Numéro / Nom         | Club                   | Date de naissance et âge*   | J.              | Buts            |                 |                 |                 |
| Gardiens de but    | Gardiens de but      | Gardiens de but        | Gardiens de but             | Gardiens de but | Gardiens de but | Gardiens de but | Gardiens de but | Gardiens de but |
| ------------------ | -------------------- | ---------------------- | --------------------------- | --------------- | --------------- | --------------- | --------------- | --------------- |
| 01                 | Ikechukwu Ezenwa     | Enyimba FC             | 16 octobre 1988 (29 ans)    | 0               | 0               | 0               | 0               | 0               |
| 16                 | Daniel Akpeyi        | Chippa United          | 3 août 1986 (31 ans)        | 0               | 0               | 0               | 0               | 0               |
| 23                 | Francis Uzoho        | Deportivo La Corogne   | 28 octobre 1998 (19 ans)    | 3               | 0               | 0               | 0               | 0               |
| Défenseurs         |                      |                        |                             |                 |                 |                 |                 |                 |
| 02                 | Brian Idowu          | Amkar Perm             | 18 mai 1992 (26 ans)        | 3               | 0               | 1               | 0               | 0               |
| 03                 | Elderson Echiéjilé   | Cercle Bruges KSV      | 20 janvier 1988 (30 ans)    | 0               | 0               | 0               | 0               | 0               |
| 05                 | William Troost-Ekong | Bursaspor              | 1er septembre 1993 (24 ans) | 3               | 0               | 1               | 0               | 0               |
| 06                 | Leon Balogun         | Brighton & Hove Albion | 28 juin 1988 (29 ans)       | 3               | 0               | 1               | 0               | 0               |
| 12                 | Abdullahi Shehu      | Bursaspor              | 12 mars 1993 (25 ans)       | 1               | 0               | 0               | 0               | 0               |
| 20                 | Chidozie Awaziem     | FC Nantes              | 1er janvier 1997 (21 ans)   | 0               | 0               | 0               | 0               | 0               |
| 21                 | Tyronne Ebuehi       | Benfica Lisbonne       | 16 décembre 1995 (22 ans)   | 1               | 0               | 0               | 0               | 0               |
| 22                 | Kenneth Omeruo       | Kasımpaşa SK           | 17 octobre 1993 (24 ans)    | 2               | 0               | 0               | 0               | 0               |
| Milieux de terrain |                      |                        |                             |                 |                 |                 |                 |                 |
| 04                 | Wilfred Ndidi        | Leicester City         | 16 décembre 1996 (21 ans)   | 3               | 0               | 0               | 0               | 0               |
| 08                 | Oghenekaro Etebo     | UD Las Palmas          | 9 novembre 1995 (22 ans)    | 3               | 0               | 0               | 0               | 0               |
| 10                 | John Obi Mikel       | Tianjin TEDA           | 22 avril 1987 (31 ans)      | 3               | 0               | 1               | 0               | 0               |
| 15                 | Joel Obi             | Torino FC              | 22 mai 1991 (27 ans)        | 0               | 0               | 0               | 0               | 0               |
| 17                 | Ogenyi Onazi         | Trabzonspor            | 25 décembre 1992 (25 ans)   | 0               | 0               | 0               | 0               | 0               |
| 19                 | John Ogu             | Hapoël Beer-Sheva      | 20 avril 1988 (30 ans)      | 0               | 0               | 0               | 0               | 0               |
| Attaquants         |                      |                        |                             |                 |                 |                 |                 |                 |
| 07                 | Ahmed Musa           | CSKA Moscou            | 14 octobre 1992 (25 ans)    | 3               | 2               | 0               | 0               | 0               |
| 09                 | Odion Ighalo         | Changchun Yatai        | 16 juin 1989 (28 ans)       | 3               | 0               | 0               | 0               | 0               |
| 11                 | Victor Moses         | Chelsea FC             | 12 décembre 1990 (27 ans)   | 3               | 1               | 0               | 0               | 0               |
| 13                 | Simeon Nwankwo       | FC Crotone             | 7 mai 1992 (26 ans)         | 2               | 0               | 0               | 0               | 0               |
| 14                 | Kelechi Iheanacho    | Leicester City         | 3 octobre 1996 (21 ans)     | 3               | 0               | 0               | 0               | 0               |
| 18                 | Alex Iwobi           | Arsenal FC             | 3 mai 1996 (22 ans)         | 3               | 0               | 0               | 0               | 0               |
| Sélectionneur      |                      |                        |                             |                 |                 |                 |                 |                 |
|                    | Gernot Rohr          |                        | 28 juin 1953 (64 ans)       |                 |                 |                 |                 |                 |

* NB : Les âges sont calculés au début de la Coupe du monde 2018, le 14 juin 2018.

## Coupe du monde
|   | Équipe    | Pts | J | G | N | P | Bp | Bc | Diff |
| 1 | Croatie   | 9   | 3 | 3 | 0 | 0 | 7  | 1  | +6   |
| 2 | Argentine | 4   | 3 | 1 | 1 | 1 | 3  | 5  | -2   |
| 3 | Nigeria   | 3   | 3 | 1 | 0 | 2 | 3  | 4  | -1   |
| 4 | Islande   | 1   | 3 | 0 | 1 | 2 | 2  | 5  | -3   |

| 7  | 16 juin 2018 | Argentine | 1 - 1 | Islande   |
| 8  | 16 juin 2018 | Croatie   | 2 - 0 | Nigeria   |
| 23 | 21 juin 2018 | Argentine | 0 - 3 | Croatie   |
| 24 | 22 juin 2018 | Nigeria   | 2 - 0 | Islande   |
| 39 | 26 juin 2018 | Nigeria   | 1 - 2 | Argentine |
| 40 | 26 juin 2018 | Islande   | 1 - 2 | Croatie   |

### Croatie - Nigeria
| Match 8                                                  | Croatie                                             | 2 - 0   | Nigeria | Arena Baltika, Kaliningrad                    |                                               |
| 16 juin 2018 · 21:00 (UTC+2) · Historique des rencontres | Oghenekaro Etebo 32e (csc) · Luka Modrić 71e (pen.) | (1 - 0) |         | Spectateurs : 31 136 Arbitrage : Sandro Ricci | Spectateurs : 31 136 Arbitrage : Sandro Ricci |
| 16 juin 2018 · 21:00 (UTC+2) · Historique des rencontres | Rapport                                             |         |         | Spectateurs : 31 136 Arbitrage : Sandro Ricci | Spectateurs : 31 136 Arbitrage : Sandro Ricci |

| Croatie | Nigeria |

| CROATIE :       |    |                  |     |     |
|                 |    |                  |     |     |
| Gardien de but  | 23 | Danijel Subašić  |     |     |
|                 | 02 | Šime Vrsaljko    |     |     |
|                 | 06 | Dejan Lovren     |     |     |
|                 | 21 | Domagoj Vida     |     |     |
|                 | 03 | Ivan Strinić     |     |     |
|                 | 07 | Ivan Rakitić     | 30e |     |
|                 | 10 | Luka Modrić      |     |     |
|                 | 18 | Ante Rebić       |     | 78e |
|                 | 09 | Andrej Kramarić  |     | 60e |
|                 | 04 | Ivan Perišić     |     |     |
|                 | 17 | Mario Mandžukić  |     | 86e |
| Remplaçants :   |    |                  |     |     |
|                 | 11 | Marcelo Brozović | 89e | 60e |
|                 | 08 | Mateo Kovačić    |     | 78e |
|                 | 20 | Marko Pjaca      |     | 86e |
| Sélectionneur : |    |                  |     |     |
| Zlatko Dalić    |    |                  |     |     |

| NIGERIA :       |    |                      |     |     |
|                 |    |                      |     |     |
| Gardien de but  | 23 | Francis Uzoho        |     |     |
|                 | 12 | Abdullahi Shehu      |     |     |
|                 | 05 | William Troost-Ekong | 70e |     |
|                 | 06 | Leon Balogun         |     |     |
|                 | 02 | Brian Idowu          |     |     |
|                 | 08 | Oghenekaro Etebo     |     |     |
|                 | 04 | Wilfred Ndidi        |     |     |
|                 | 10 | John Obi Mikel       |     | 88e |
|                 | 11 | Victor Moses         |     |     |
|                 | 09 | Odion Ighalo         |     | 73e |
|                 | 18 | Alex Iwobi           |     | 62e |
| Remplaçants :   |    |                      |     |     |
|                 | 07 | Ahmed Musa           |     | 62e |
|                 | 14 | Kelechi Iheanacho    |     | 73e |
|                 | 13 | Simeon Nwankwo       |     | 88e |
| Sélectionneur : |    |                      |     |     |
| Gernot Rohr     |    |                      |     |     |

| Assistants : Emerson de Carvalho Marcelo Van Gasse Quatrième arbitre : Antonio Mateu Lahoz Cinquième arbitre : Pau Cebrián Devís Arbitre vidéo : Daniele Orsato Assistants arbitre vidéo : Wilton Sampaio Hernán Maidana Artur Soares Dias Homme du Match : Luka Modrić |

### Nigeria - Islande
| Match 24                                                 | Nigeria                                                           | 2 - 0   | Islande | Volgograd Arena, Volgograd                      |                                                 |
| 22 juin 2018 · 18:00 (UTC+3) · Historique des rencontres | ( Victor Moses) Ahmed Musa 49e · ( Kenneth Omeruo) Ahmed Musa 75e | (0 - 0) |         | Spectateurs : 40 904 Arbitrage : Matthew Conger | Spectateurs : 40 904 Arbitrage : Matthew Conger |
| 22 juin 2018 · 18:00 (UTC+3) · Historique des rencontres | Rapport                                                           |         |         | Spectateurs : 40 904 Arbitrage : Matthew Conger | Spectateurs : 40 904 Arbitrage : Matthew Conger |

| Nigeria | Islande |

| NIGERIA :       |    |                      |     |     |
|                 |    |                      |     |     |
| Gardien de but  | 23 | Francis Uzoho        |     |     |
|                 | 22 | Kenneth Omeruo       |     |     |
|                 | 05 | William Troost-Ekong |     |     |
|                 | 06 | Leon Balogun         |     |     |
|                 | 10 | John Obi Mikel       |     |     |
|                 | 08 | Oghenekaro Etebo     |     | 90e |
|                 | 04 | Wilfred Ndidi        |     |     |
|                 | 11 | Victor Moses         |     |     |
|                 | 02 | Brian Idowu          | 44e | 46e |
|                 | 07 | Ahmed Musa           |     |     |
|                 | 14 | Kelechi Iheanacho    |     | 85e |
| Remplaçants :   |    |                      |     |     |
|                 | 21 | Tyronne Ebuehi       |     | 46e |
|                 | 09 | Odion Ighalo         |     | 85e |
|                 | 18 | Alex Iwobi           |     | 90e |
| Sélectionneur : |    |                      |     |     |
| Gernot Rohr     |    |                      |     |     |

| ISLANDE :           |    |                            |  |     |
|                     |    |                            |  |     |
| Gardien de but      | 01 | Hannes Halldórsson         |  |     |
|                     | 02 | Birkir Sævarsson           |  |     |
|                     | 14 | Kári Árnason               |  |     |
|                     | 06 | Ragnar Sigurðsson          |  | 65e |
|                     | 18 | Hörður Björgvin Magnússon  |  |     |
|                     | 19 | Rúrik Gíslason             |  |     |
|                     | 17 | Aron Gunnarsson            |  | 87e |
|                     | 10 | Gylfi Sigurðsson           |  |     |
|                     | 08 | Birkir Bjarnason           |  |     |
|                     | 22 | Jón Daði Böðvarsson        |  | 71e |
|                     | 11 | Alfreð Finnbogason         |  |     |
| Remplaçants :       |    |                            |  |     |
|                     | 05 | Sverrir Ingi Ingason       |  | 65e |
|                     | 09 | Björn Bergmann Sigurðarson |  | 71e |
|                     | 23 | Ari Freyr Skúlason         |  | 87e |
| Sélectionneur :     |    |                            |  |     |
| Heimir Hallgrímsson |    |                            |  |     |

| Assistants : Simon Lount Tevita Makasini Quatrième arbitre : Ricardo Montero Cinquième arbitre : Hiroshi Yamauchi Arbitre vidéo : Massimiliano Irrati Assistants arbitre vidéo : Paweł Gil Elenito Di Liberatore Gianluca Rocchi Homme du Match : Ahmed Musa |

### Nigeria - Argentine
| Match 39                                                 | Nigeria                 | 1 - 2   | Argentine                                                            | Stade Krestovski, Saint-Pétersbourg           |                                               |
| 26 juin 2018 · 21:00 (UTC+3) · Historique des rencontres | Victor Moses 51e (pen.) | (0 - 1) | 14e Lionel Messi (Éver Banega ) · 86e Marcos Rojo (Gabriel Mercado ) | Spectateurs : 64 468 Arbitrage : Cüneyt Çakır | Spectateurs : 64 468 Arbitrage : Cüneyt Çakır |
| 26 juin 2018 · 21:00 (UTC+3) · Historique des rencontres | Rapport                 |         |                                                                      | Spectateurs : 64 468 Arbitrage : Cüneyt Çakır | Spectateurs : 64 468 Arbitrage : Cüneyt Çakır |

| Nigeria | Argentine |

| NIGERIA :       |    |                      |       |       |
|                 |    |                      |       |       |
| Gardien de but  | 23 | Francis Uzoho        |       |       |
|                 | 06 | Leon Balogun         | 32e   |       |
|                 | 05 | William Troost-Ekong |       |       |
|                 | 22 | Kenneth Omeruo       |       | 90e   |
|                 | 10 | John Obi Mikel       | 90+1e |       |
|                 | 08 | Oghenekaro Etebo     |       |       |
|                 | 04 | Wilfred Ndidi        |       |       |
|                 | 11 | Victor Moses         |       |       |
|                 | 02 | Brian Idowu          |       |       |
|                 | 07 | Ahmed Musa           |       | 90+2e |
|                 | 14 | Kelechi Iheanacho    |       | 46e   |
| Remplaçants :   |    |                      |       |       |
|                 | 09 | Odion Ighalo         |       | 46e   |
|                 | 18 | Alex Iwobi           |       | 90e   |
|                 | 13 | Simeon Nwankwo       |       | 90+2e |
| Sélectionneur : |    |                      |       |       |
| Gernot Rohr     |    |                      |       |       |

| ARGENTINE :     |    |                    |       |     |
|                 |    |                    |       |     |
| Gardien de but  | 12 | Franco Armani      |       |     |
|                 | 02 | Gabriel Mercado    |       |     |
|                 | 17 | Nicolás Otamendi   |       |     |
|                 | 16 | Marcos Rojo        |       |     |
|                 | 03 | Nicolás Tagliafico |       | 80e |
|                 | 15 | Enzo Pérez         |       | 61e |
|                 | 14 | Javier Mascherano  | 49e   |     |
|                 | 07 | Éver Banega        | 64e   |     |
|                 | 11 | Ángel Di María     |       | 72e |
|                 | 10 | Lionel Messi       | 90+4e |     |
|                 | 09 | Gonzalo Higuaín    |       |     |
| Remplaçants :   |    |                    |       |     |
|                 | 22 | Cristian Pavón     |       | 61e |
|                 | 13 | Maximiliano Meza   |       | 72e |
|                 | 19 | Sergio Agüero      |       | 80e |
| Sélectionneur : |    |                    |       |     |
| Jorge Sampaoli  |    |                    |       |     |

| Assistants : Bahattin Duran Tarık Ongun Quatrième arbitre : Björn Kuipers Cinquième arbitre : Sander van Roekel Arbitre vidéo : Daniele Orsato Assistants arbitre vidéo : Paweł Gil Paweł Sokolnicki Massimiliano Irrati Homme du Match : Lionel Messi |

## Statistiques

### Temps de jeu
| Joueur               |          |          |          | TT       | But inscrit | Passe décisive | MJ       | MT       | Légende |
| -------------------- | -------- | -------- | -------- | -------- | ----------- | -------------- | -------- | -------- | --- |
| Gardiens             | Gardiens | Gardiens | Gardiens | Gardiens | Gardiens    | Gardiens       | Gardiens | Gardiens | Abréviations et symboles : TT : Total de minutes jouées MJ : Nombre de matchs joués MT : Matchs joués en tant que titulaire : but (csc) : but contre son camp : passe décisive : joueur entré : joueur remplacé : capitaine : carton jaune : carton rouge |
| Ikechukwu Ezenwa     | -        | -        | -        | -        | -           | -              | -        |          | Abréviations et symboles : TT : Total de minutes jouées MJ : Nombre de matchs joués MT : Matchs joués en tant que titulaire : but (csc) : but contre son camp : passe décisive : joueur entré : joueur remplacé : capitaine : carton jaune : carton rouge |
| Daniel Akpeyi        | -        | -        | -        | -        | -           | -              | -        | -        | Abréviations et symboles : TT : Total de minutes jouées MJ : Nombre de matchs joués MT : Matchs joués en tant que titulaire : but (csc) : but contre son camp : passe décisive : joueur entré : joueur remplacé : capitaine : carton jaune : carton rouge |
| Francis Uzoho        | 90       | 90       | 90       | 270      | -           | -              | 3        | 3        | Abréviations et symboles : TT : Total de minutes jouées MJ : Nombre de matchs joués MT : Matchs joués en tant que titulaire : but (csc) : but contre son camp : passe décisive : joueur entré : joueur remplacé : capitaine : carton jaune : carton rouge |
| Défenseurs           |          |          |          |          |             |                |          |          | Abréviations et symboles : TT : Total de minutes jouées MJ : Nombre de matchs joués MT : Matchs joués en tant que titulaire : but (csc) : but contre son camp : passe décisive : joueur entré : joueur remplacé : capitaine : carton jaune : carton rouge |
| Brian Idowu          | 90       | 46       | 90       | 226      | -           | -              | 3        | 3        | Abréviations et symboles : TT : Total de minutes jouées MJ : Nombre de matchs joués MT : Matchs joués en tant que titulaire : but (csc) : but contre son camp : passe décisive : joueur entré : joueur remplacé : capitaine : carton jaune : carton rouge |
| Elderson Echiéjilé   | -        | -        | -        | -        | -           | -              | -        | -        | Abréviations et symboles : TT : Total de minutes jouées MJ : Nombre de matchs joués MT : Matchs joués en tant que titulaire : but (csc) : but contre son camp : passe décisive : joueur entré : joueur remplacé : capitaine : carton jaune : carton rouge |
| William Troost-Ekong | 90       | 90       | 90       | 270      | -           | -              | 3        | 3        | Abréviations et symboles : TT : Total de minutes jouées MJ : Nombre de matchs joués MT : Matchs joués en tant que titulaire : but (csc) : but contre son camp : passe décisive : joueur entré : joueur remplacé : capitaine : carton jaune : carton rouge |
| Leon Balogun         | 90       | 90       | 90       | 270      | -           | -              | 3        | 3        | Abréviations et symboles : TT : Total de minutes jouées MJ : Nombre de matchs joués MT : Matchs joués en tant que titulaire : but (csc) : but contre son camp : passe décisive : joueur entré : joueur remplacé : capitaine : carton jaune : carton rouge |
| Abdullahi Shehu      | 90       | -        | -        | 90       | -           | -              | 1        | 1        | Abréviations et symboles : TT : Total de minutes jouées MJ : Nombre de matchs joués MT : Matchs joués en tant que titulaire : but (csc) : but contre son camp : passe décisive : joueur entré : joueur remplacé : capitaine : carton jaune : carton rouge |
| Chidozie Awaziem     | -        | -        | -        | -        | -           | -              | -        | -        | Abréviations et symboles : TT : Total de minutes jouées MJ : Nombre de matchs joués MT : Matchs joués en tant que titulaire : but (csc) : but contre son camp : passe décisive : joueur entré : joueur remplacé : capitaine : carton jaune : carton rouge |
| Tyronne Ebuehi       | -        | 44       | -        | 44       | -           | -              | 1        | -        | Abréviations et symboles : TT : Total de minutes jouées MJ : Nombre de matchs joués MT : Matchs joués en tant que titulaire : but (csc) : but contre son camp : passe décisive : joueur entré : joueur remplacé : capitaine : carton jaune : carton rouge |
| Kenneth Omeruo       | -        | 90       | 90       | 180      | -           | 1              | 2        | 2        | Abréviations et symboles : TT : Total de minutes jouées MJ : Nombre de matchs joués MT : Matchs joués en tant que titulaire : but (csc) : but contre son camp : passe décisive : joueur entré : joueur remplacé : capitaine : carton jaune : carton rouge |
| Milieux              |          |          |          |          |             |                |          |          | Abréviations et symboles : TT : Total de minutes jouées MJ : Nombre de matchs joués MT : Matchs joués en tant que titulaire : but (csc) : but contre son camp : passe décisive : joueur entré : joueur remplacé : capitaine : carton jaune : carton rouge |
| Wilfred Ndidi        | 90       | 90       | 90       | 270      | -           | -              | 3        | 3        | Abréviations et symboles : TT : Total de minutes jouées MJ : Nombre de matchs joués MT : Matchs joués en tant que titulaire : but (csc) : but contre son camp : passe décisive : joueur entré : joueur remplacé : capitaine : carton jaune : carton rouge |
| Oghenekaro Etebo     | 90       | 90       | 90       | 270      | -           | -              | 3        | 3        | Abréviations et symboles : TT : Total de minutes jouées MJ : Nombre de matchs joués MT : Matchs joués en tant que titulaire : but (csc) : but contre son camp : passe décisive : joueur entré : joueur remplacé : capitaine : carton jaune : carton rouge |
| John Obi Mikel       | 88       | 90       | 90       | 268      | -           | -              | 3        | 3        | Abréviations et symboles : TT : Total de minutes jouées MJ : Nombre de matchs joués MT : Matchs joués en tant que titulaire : but (csc) : but contre son camp : passe décisive : joueur entré : joueur remplacé : capitaine : carton jaune : carton rouge |
| Joel Obi             | -        | -        | -        | -        | -           | -              | -        | -        | Abréviations et symboles : TT : Total de minutes jouées MJ : Nombre de matchs joués MT : Matchs joués en tant que titulaire : but (csc) : but contre son camp : passe décisive : joueur entré : joueur remplacé : capitaine : carton jaune : carton rouge |
| Ogenyi Onazi         | -        | -        | -        | -        | -           | -              | -        | -        | Abréviations et symboles : TT : Total de minutes jouées MJ : Nombre de matchs joués MT : Matchs joués en tant que titulaire : but (csc) : but contre son camp : passe décisive : joueur entré : joueur remplacé : capitaine : carton jaune : carton rouge |
| John Ogu             | -        | -        | -        | -        | -           | -              | -        | -        | Abréviations et symboles : TT : Total de minutes jouées MJ : Nombre de matchs joués MT : Matchs joués en tant que titulaire : but (csc) : but contre son camp : passe décisive : joueur entré : joueur remplacé : capitaine : carton jaune : carton rouge |
| Attaquants           |          |          |          |          |             |                |          |          | Abréviations et symboles : TT : Total de minutes jouées MJ : Nombre de matchs joués MT : Matchs joués en tant que titulaire : but (csc) : but contre son camp : passe décisive : joueur entré : joueur remplacé : capitaine : carton jaune : carton rouge |
| Ahmed Musa           | 28       | 90       | 90       | 208      | 2           | -              | 3        | 2        | Abréviations et symboles : TT : Total de minutes jouées MJ : Nombre de matchs joués MT : Matchs joués en tant que titulaire : but (csc) : but contre son camp : passe décisive : joueur entré : joueur remplacé : capitaine : carton jaune : carton rouge |
| Odion Ighalo         | 73       | 5        | 44       | 122      | -           | -              | 3        | 1        | Abréviations et symboles : TT : Total de minutes jouées MJ : Nombre de matchs joués MT : Matchs joués en tant que titulaire : but (csc) : but contre son camp : passe décisive : joueur entré : joueur remplacé : capitaine : carton jaune : carton rouge |
| Victor Moses         | 90       | 90       | 90       | 270      | 1           | 1              | 3        | 3        | Abréviations et symboles : TT : Total de minutes jouées MJ : Nombre de matchs joués MT : Matchs joués en tant que titulaire : but (csc) : but contre son camp : passe décisive : joueur entré : joueur remplacé : capitaine : carton jaune : carton rouge |
| Simeon Nwankwo       | 2        | -        | 0        | 2        | -           | -              | 2        | -        | Abréviations et symboles : TT : Total de minutes jouées MJ : Nombre de matchs joués MT : Matchs joués en tant que titulaire : but (csc) : but contre son camp : passe décisive : joueur entré : joueur remplacé : capitaine : carton jaune : carton rouge |
| Kelechi Iheanacho    | 17       | 85       | 46       | 148      | -           | -              | 3        | 2        | Abréviations et symboles : TT : Total de minutes jouées MJ : Nombre de matchs joués MT : Matchs joués en tant que titulaire : but (csc) : but contre son camp : passe décisive : joueur entré : joueur remplacé : capitaine : carton jaune : carton rouge |
| Alex Iwobi           | 62       | 0        | 0        | 62       | -           | -              | 3        | 1        | Abréviations et symboles : TT : Total de minutes jouées MJ : Nombre de matchs joués MT : Matchs joués en tant que titulaire : but (csc) : but contre son camp : passe décisive : joueur entré : joueur remplacé : capitaine : carton jaune : carton rouge |
| TOTAL                |          |          |          |          |             |                |          |          | Abréviations et symboles : TT : Total de minutes jouées MJ : Nombre de matchs joués MT : Matchs joués en tant que titulaire : but (csc) : but contre son camp : passe décisive : joueur entré : joueur remplacé : capitaine : carton jaune : carton rouge |
| Équipe du Nigeria    | 90       | 90       | 90       | 270      | 3           | 2              | 3        | -        | Abréviations et symboles : TT : Total de minutes jouées MJ : Nombre de matchs joués MT : Matchs joués en tant que titulaire : but (csc) : but contre son camp : passe décisive : joueur entré : joueur remplacé : capitaine : carton jaune : carton rouge |

| Buts  | Joueurs      | Adversaires |
| ----- | ------------ | ----------- |
| 2     | Ahmed Musa   | Islande (2) |
| 1     | Victor Moses | Argentine   |
| TOTAL | 3 BUTS       | 3 BUTS      |

| Passes | Joueurs            | Adversaires        |
| ------ | ------------------ | ------------------ |
| 1      | Victor Moses       | Islande            |
| 1      | Kenneth Omeruo     | Islande            |
| TOTAL  | 2 PASSES DÉCISIVES | 2 PASSES DÉCISIVES |